# SPP2
SPP2 (англ. Secreted phosphoprotein 2) – білок, який кодується однойменним геном, розташованим у людей на 2-й хромосомі. Довжина поліпептидного ланцюга білка становить 211 амінокислот, а молекулярна маса — 24 338.
| 10         |  | 20         |  | 30         |  | 40         |  | 50         |
| ---------- |  | ---------- |  | ---------- |  | ---------- |  | ---------- |
| MISRMEKMTM |  | MMKILIMFAL |  | GMNYWSCSGF |  | PVYDYDPSSL |  | RDALSASVVK |
| VNSQSLSPYL |  | FRAFRSSLKR |  | VEVLDENNLV |  | MNLEFSIRET |  | TCRKDSGEDP |
| ATCAFQRDYY |  | VSTAVCRSTV |  | KVSAQQVQGV |  | HARCSWSSST |  | SESYSSEEMI |
| FGDMLGSHKW |  | RNNYLFGLIS |  | DESISEQFYD |  | RSLGIMRRVL |  | PPGNRRYPNH |
| RHRARINTDF |  | E          |  |            |  |            |  |            |

A: Аланін

C: Цистеїн

D: Аспарагінова кислота

E: Глутамінова кислота

F: Фенілаланін

G: Гліцин

H: Гістидин

I: Ізолейцин

K: Лізин

L: Лейцин

M: Метіонін

N: Аспарагін

P: Пролін

Q: Глутамін

R: Аргінін

S: Серин

T: Треонін

V: Валін

W: Триптофан

Кодований геном білок за функцією належить до фосфопротеїнів. 
Секретований назовні.